# Бомпорто
Бомпорто (итал. Bomporto) је насеље у Италији у округу Модена, региону Емилија-Ромања.
Према процени из 2011. у насељу је живело 3540 становника. Насеље се налази на надморској висини од 21 м.

## Становништво
| 1931. | 1936. | 1951. | 1961. | 1971. | 1981. | 1991. | 2001. | 2011. |
| ----- | ----- | ----- | ----- | ----- | ----- | ----- | ----- | ----- |
| 6.475 | 6.617 | 6.926 | 5.964 | 5.363 | 5.523 | 5.801 | 7.583 | 9.761 |